# Park Jung-min (actor)
Park Jung-min (en hangul, 박정민; hanja: 朴政玟; RR: Bak Jeong-min; Chungju, Chungcheong del Norte, 25 de febrero de 1987) es un actor surcoreano.

## Biografía
Estudió en la Universidad Nacional de Artes de Corea (inglés: "Korea National University of Arts") donde se especializó en cine y actuación.

## Carrera

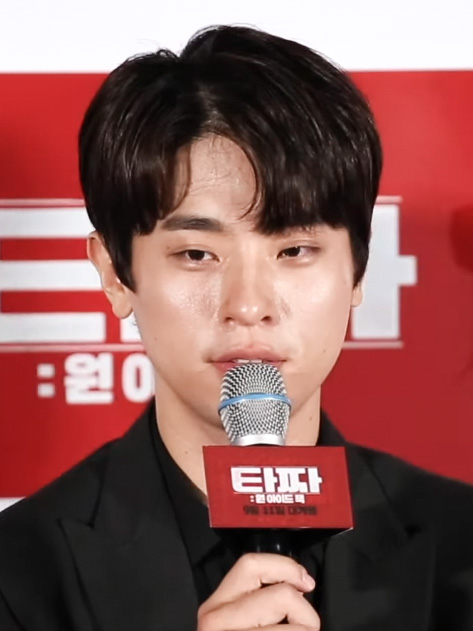
Park Jung-min en una rueda de prensa en 2019.

Es miembro de la agencia SEM Company.
Es conocido por protagonizar la película independiente Bleak Night (2011) y Dongju: el retrato de un poeta (2015), por la cual ganó el premio a "mejor actor nuevo" en los 52.º Baeksang Arts Awards y en el 37.º Blue Dragon Film Awards.
El 23 de abril del mismo año apareció como parte del elenco principal de la película Time to Hunt donde dio vida a Sang-soo, un miembro del grupo y el encargado de cargo de adquirir toda la información necesaria.
En 2021 se reunió al elenco principal de la nueva serie de Netflix: Hellbound (también conocida como "Hell") donde interpreta al director de producción Bae Young-jae, un hombre que comienza a involucrarse en el misterioso y siniestro culto de Jung Jin-soo (Yoo Ah-in) mientras lo investiga.
Ese mismo año se unió al elenco de la película Miracle: Letters to the President, donde da vida al genio matemático Jun Kyung, un hombre que vive en un pueblo por lo que le toma cinco horas solo para ir a la escuela. Sin saber cuándo podría pasar un tren, debe correr el riesgo de caminar junto a las vías del tren para llegar a la escuela, por lo que desarrolla un plan caprichoso pero poderoso para construir una pequeña parada de tren para la aldea.
En abril del mismo año, se anunció que estaba en pláticas para unirse al elenco de la película Harbin.
En julio de 2023 se estrenó la película de acción Smugglers, donde Park interpreta uno de los papeles principales, y que constituyó uno de los grandes éxitos de taquilla del año. El actor realizó una proyección especial con comentarios en pantalla para personas con dicapacidad, alquilando para ello una sala de cine en Seúl el 10 de agosto y corriendo con los gastos.

## Filmografía

### Películas
| Año  | Título                                       | Rol                       | Notas                   | Ref.                 |
| ---- | -------------------------------------------- | ------------------------- | ----------------------- | -------------------- |
| 2007 | The End of the World                         | Niño                      | Cortometraje            |                      |
| 2009 | Lovers                                       | Ho-young                  | Cortometraje            |                      |
| 2010 | Study Group                                  |                           | Cortometraje            |                      |
| 2011 | The Cap of Fools                             | Park Jung-min             | Cortometraje            |                      |
| 2011 | Bleak Night                                  | Baek Hee-joon             |                         |                      |
| 2011 | Short! Short! Short! 2010: Fantastic Theater | I-mae                     | Segmento "The Famished" |                      |
| 2012 | Dancing Queen                                | "Ramyun in package"       |                         |                      |
| 2013 | Fists of Legend                              | Im Deok-kyu (de joven)    |                         |                      |
| 2013 | The Flu                                      | Chul-gyo                  |                         |                      |
| 2014 | Hot Young Bloods                             | Hwang-kyu                 |                         |                      |
| 2014 | Tinker Ticker                                | Lee Hyo-min               |                         |                      |
| 2014 | Mad Sad Bad                                  | Bizen/Bo-hyun             | Segmento "Ghost"        | [ 17 ]               |
| 2014 | Momo Salon                                   | Chang-gyun                |                         |                      |
| 2015 | Heartbreak Hotel                             | Chen                      |                         | [ 18 ]               |
| 2015 | Office                                       | Lee Won-suk               |                         |                      |
| 2015 | Dongju: The Portrait of a Poet               | Song Mong-gyu             |                         |                      |
| 2016 | Pure Love                                    | Yong-soo                  |                         |                      |
| 2016 | Horror Stories 3                             | Dong-geun                 | Segmento "Road Rage"    | [ 19 ]               |
| 2017 | The King                                     | Heo Ki-hoon               |                         | [ 20 ]               |
| 2017 | The Artist: Reborn                           | Jae-bum                   |                         |                      |
| 2017 | The King's Case Note                         | Príncipe heredero Uikyung | Aparición especial      |                      |
| 2018 | Keys to the Heart                            | Jin-tae                   |                         | [ 21 ]               |
| 2018 | Psychokinesis                                | Kim Jung-hyun             |                         | [ 22 ]               |
| 2018 | Sunset in my hometown (Byeonsan)             | Hak-soo                   |                         | [ 23 ]               |
| 2018 | Hunting Time                                 |                           |                         | [ 24 ]               |
| 2019 | Svaha: The Sixth Finger                      | Na-han                    |                         |                      |
| 2019 | Start-Up (Ignition)                          | Go Taek-il                |                         |                      |
| 2020 | The Man Standing Next                        |                           |                         |                      |
| 2020 | Time to Hunt                                 | Sang Soo                  |                         |                      |
| 2020 | Deliver Us from Evil                         | Yoo-yi                    |                         |                      |
| 2021 | Miracle: Letters to the President            | Jun Kyung                 |                         | [ 25 ] [ 26 ]        |
| 2023 | One Win                                      | 1승                       | Estreno comercial: 2024 | [ 27 ] [ 28 ]        |
| 2023 | Smugglers                                    | Jang Do-ri                |                         | [ 29 ] [ 30 ] [ 31 ] |
| 2023 | Dr. Cheon and Lost Talisman                  | Chamán                    | Aparición especial      | [ 32 ]               |
| 2024 | Harbin                                       | Woo Deok-sun              |                         | [ 33 ] [ 34 ]        |
| 2024 | Invasión, insurrección                       | Jong-ryeo                 | Película de Netflix     | [ 35 ] [ 36 ]        |

### Series de televisión
| Año  | Título                        | Rol                    | Canal        | Notas                     | Ref.          |
| ---- | ----------------------------- | ---------------------- | ------------ | ------------------------- | ------------- |
| 2011 | Drama especial "Human Casino" | Cha Tae-oh             | KBS2         |                           |               |
| 2012 | Feast of the Gods             | Jang Mi-so             | MBC          |                           |               |
| 2012 | Golden Time                   | Jang Young-woo         | MBC          |                           |               |
| 2013 | Adolescence Medley            | Shin Young-bok         | KBS2         |                           | [ 37 ]        |
| 2014 | You're All Surrounded         | Ji Gook                | SBS          |                           |               |
| 2014 | Valid Love                    | Jang Ki-tae            | tvN          |                           |               |
| 2015 | Reply 1988                    | novio de Sung Bo-ra    | tvN          | Cameo, episodio 8         |               |
| 2016 | Entourage                     | Lee Ho-jin             | tvN          |                           | [ 38 ]        |
| 2018 | Mr. Sunshine                  | Ahn Chang-ho           | tvN          | Cameo                     |               |
| 2021 | Hellbound                     | Bae Young-jae          | Netflix      |                           |               |
| 2022 | Shooting Stars                | Park Jo-eun            | tvN          | Aparición especial, ep. 1 | [ 39 ]        |
| 2022 | The 8 Show                    | Yu Philip/Séptimo piso | Netflix      | Serie web                 | [ 40 ] [ 41 ] |
| 2025 | Newtopia                      | Lee Jae-yoon           | Coupang Play | Serie web                 | [ 42 ] [ 43 ] |

### Programas de variedades
| Año  | Título                           | Notas    |
| ---- | -------------------------------- | -------- |
| 2021 | DoReMi Market (Amazing Saturday) | invitado |

### Teatro
| Año  | Título                  | Personaje | Notas     |
| ---- | ----------------------- | --------- | --------- |
| 2011 | Kisaragi Miki-chan      | Culebra   | 2012-2013 |
| 2014 | La Escapada de G-Código | Hombre    |           |
| 2017 | Romeo & Juliet          | Romeo     |           |

### Aparición en videos musicales
| Año  | Artista(s)                                 | Canción     | Notas                                |
| ---- | ------------------------------------------ | ----------- | ------------------------------------ |
| 2020 | Code Kunst, Simon Dominic & Choi Jung-hoon | "RECONNECT" | junto a Lee Je-hoon y Lee Sung-kyung |

### Revistas / sesiones fotográficas
| Año  | Título                        | Notas                                                                                        |
| ---- | ----------------------------- | -------------------------------------------------------------------------------------------- |
| 2020 | ELLE Korea - 28th Anniversary | junto a Lee Sung-kyung, Lee Je-hoon, Simon Dominic, Code Kunst y Choi Jung-hoon (de Jannabi) |
| 2020 | Grazia Magazine               | junto a Lee Je-hoon, Choi Woo-shik, Ahn Jae-hong y Park Hae-soo                              |
| 2019 | High Cut Magazine             | junto a Lee Jung-jae                                                                         |

## Premios y nominaciones
| Año  | Premio                                        | Categoría              | Nominación                     | Resultados |
| ---- | --------------------------------------------- | ---------------------- | ------------------------------ | ---------- |
| 2013 | 50th Grand Bell Awards                        | mejor actor nuevo      | Fists of Legend                | Nominado   |
| 2016 | 52nd Baeksang Arts Awards                     | mejor actor nuevo      | Dongju: The Portrait of a Poet | Ganador    |
| 2016 | 16th Director's Cut Awards                    | mejor actor nuevo      | Dongju: The Portrait of a Poet | Ganador    |
| 2016 | 25th Buil Film Awards                         | mejor actor de reparto | Dongju: The Portrait of a Poet | Nominado   |
| 2016 | 25th Buil Film Awards                         | mejor actor nuevo      | Dongju: The Portrait of a Poet | Nominado   |
| 2016 | 37th Blue Dragon Film Awards                  | mejor actor nuevo      | Dongju: The Portrait of a Poet | Ganador    |
| 2016 | Korea Film Actors Association Awards          | mejor actor nuevo      | Dongju: The Portrait of a Poet | Ganador    |
| 2017 | 22nd Chunsa Film Art Awards                   | mejor actor de reparto | Dongju: The Portrait of a Poet | Ganador    |
| 2017 | 4th Wildflower Film Awards                    | mejor actor nuevo      | Dongju: The Portrait of a Poet | Nominado   |
| 2020 | 40th Korean Association Of Film Critics Award | Mejor Actor de Reparto | Deliver Us from Evil           | Ganador    |
| 2020 | 41st Blue Dragon Film Award                   | Best Supporting Actor  | Deliver Us from Evil           | Ganador    |
| 2021 | 57th Baeksang Arts Awards                     | Best Supporting Actor  | Deliver Us from Evil           | Ganó       |
| 2021 | 26th Chunsa Film Art Award                    | Best Supporting Actor  | Deliver Us from Evil           | Ganó       |